# Стафал (Долина Аосте)
Стафал је насеље у Италији у округу Долина Аосте, региону Долина Аосте.
Према процени из 2011. у насељу је живело 23 становника. Насеље се налази на надморској висини од 2405 м.